# Hiroyuki Ishida
Pour les articles homonymes, voir Ishida.
Hiroyuki Ishida (石田 博行, Ishida Hiroyuki) est un footballeur japonais né le 31 août 1979 à Yokohama.